# كنيسة هوجاليد
كنيسة هوغاليد (بالسويدية: Högalidskyrkan)‏ هي كنيسة تقع في منطقة سودرمالم في ستوكهولم، السويد. صممت من قبل المهندس المعماري إيفار تينغبوم . بُنيت بين عامي 1916 إلى 1923 على أرض مرتفعة في منطقة قاحلة تحولت فيما بعد إلى متنزه، وهي واحدة من أبرز المعالم في المدينة ، وبناؤها مكمل لمبنى بلدية ستوكهولم الواقع على الجانب الآخر في وسط ستوكهولم . تعتبر الكنيسة واحدة من أهم الأمثلة السويدية على الطراز المعماري الرومانسي الوطني.